# Jeffrey van Vliet
Jeffrey van Vliet (29 juni 1986) is een Nederlandse schaker met een rating van 2365.
- Van 8 t/m 13 augustus 2005 speelde Van Vliet mee in het toernooi om het open jeugdkampioenschap van Nederland dat in Hengelo onder de naam Euro Chess Tournament 2005 gespeeld werd. Hij speelde in de A-groep jongens tot 20 jaar en eindigde als eerste met 8 uit 9. Het toernooi Stork Young Masters werd gewonnen door Aleksander Rjazantsev met 6 punten uit negen ronden.
- Van Vliet wist het Goirles Weekend Kampioenschap drie jaar op rij te winnen: In 2017, 2018 en 2019.